# National Records
National Records was een Amerikaans platenlabel, dat zich richtte op pop, jazz en blues. Het werd in 1945 opgericht door Albert Green en was gevestigd in New York. Artiesten die op het label uitkwamen waren onder meer Big Joe Turner (tot 1947), Billy Eckstine, The Ravens en Eileen Barton die een grote hit had met If I Knew You Were Coming I'd 've Baked a Cake. A&R-mannen waren onder meer Lee Magid, Jesse Stone en Herb Abramson. De laatste ging later naar Jubilee Records en richtte met Ahmet Ertegün Atlantic op. In 1951 stopte National met het maken van opnames. Het label werd gekocht door Mercury, die werd geleid door Albert Greens zoon, Irving. De catalogus kwam uiteindelijk in handen van Savoy, die veel platen opnieuw uitbracht.